# Juego temático

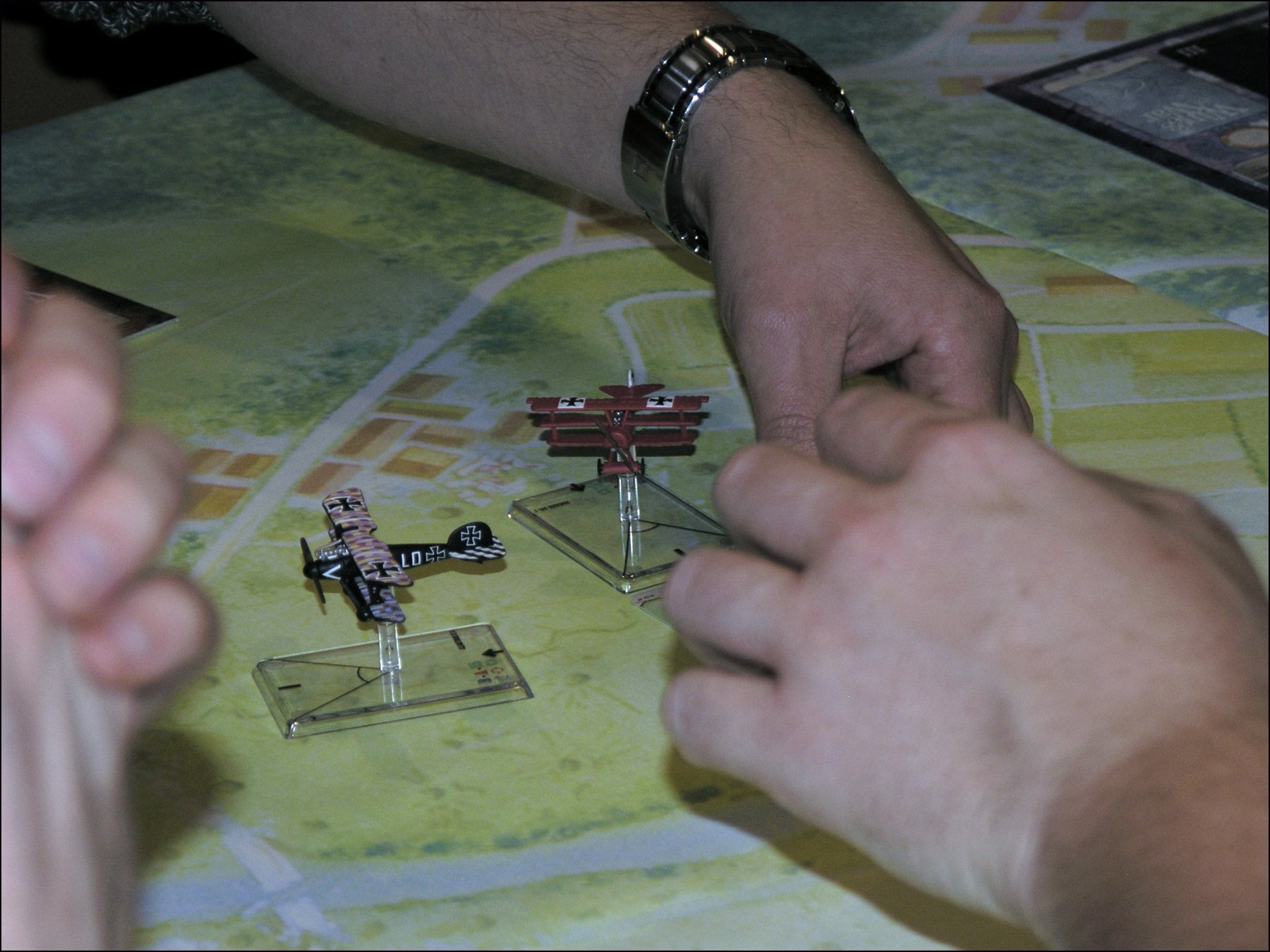
Partida en curso de Wings of War, un juego temático sobre combates aéreos en la Primera Guerra Mundial.

Se denomina juego temático a todo juego que tiene un tema o ambientación asociado. Esto es: a aquel cuyos elementos —fichas, dados, tablero, etc.— representan en alguna medida el comportamiento y características de seres u objetos reales o imaginarios.
El término antónimo a «juego temático» sería «juego abstracto».

## Tipos
Cuando la fidelidad en la representación del tema tratado es alta, con reglas específicas que intentan representar en detalle los comportamientos de cada elemento de juego, los juegos temáticos se conocen también como «juegos de simulación». Este es el caso, por ejemplo, de muchos juegos de tema bélico, en los que cada unidad representada puede llegar a tener reglas específicas que concuerden con las potencialidades o acción real de su contrapartida histórica.
En otros casos, sin embargo, el comportamiento de los elementos de juego solo se inspira vagamente en el tema que le sirve de inspiración. Este es el caso de muchos de los juegos llamados «de estilo alemán», o «eurogames».